# Pseudostenophylax aniketos
Pseudostenophylax aniketos är en nattsländeart som beskrevs av Schmid 1961. Pseudostenophylax aniketos ingår i släktet Pseudostenophylax och familjen husmasknattsländor. Inga underarter finns listade i Catalogue of Life.

## Bildgalleri

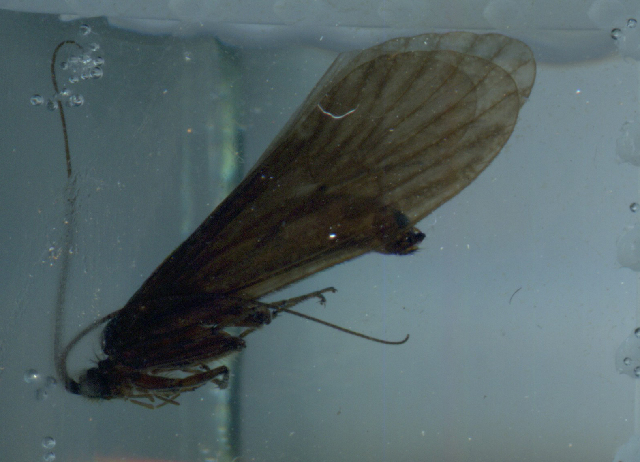